# Table des caractères Unicode/U102E0
Cette page contient des caractères spéciaux ou non latins. S’ils s’affichent mal (▯, ?, etc.), consultez la page d’aide Unicode.
Table des caractères Unicode U+102E0 à U+102FF.

## Copte – nombres épactes(Unicode 7.0)
Caractères utilisés pour les nombres épactes utilisés conjointement avec l’écriture copte. Comprend un signe diacritique pour les milliers, dix chiffres décimaux et d'autres nombres pour noter les dizaines et centaines.

### Table des caractères
| en fr   | 0 | 1 | 2 | 3 | 4 | 5 | 6 | 7 | 8 | 9 | A | B | C | D | E | F |
| ------- | - | - | - | - | - | - | - | - | - | - | - | - | - | - | - | - |
| U+102E0 | ⲟ𐋠 | 𐋡 | 𐋢 | 𐋣 | 𐋤 | 𐋥 | 𐋦 | 𐋧 | 𐋨 | 𐋩 | 𐋪 | 𐋫 | 𐋬 | 𐋭 | 𐋮 | 𐋯 |
| U+102F0 | 𐋰 | 𐋱 | 𐋲 | 𐋳 | 𐋴 | 𐋵 | 𐋶 | 𐋷 | 𐋸 | 𐋹 | 𐋺 | 𐋻 |   |   |   |   |